# Patinatge de velocitat als Jocs Olímpics d'hivern de 2006 - 1.500 metres masculins
Als Jocs Olímpics d'Hivern de 2006 celebrats a la ciutat de Torí (Itàlia) es disputà una prova de patinatge de velocitat sobre gel sobre una distància de 1.500 metres en categoria masculina que formà part del programa oficial dels Jocs.
La prova es disputà el dia 21 de febrer de 2006 a les instal·lacions de l'Oval Lingotto de la ciutat de Torí. Hi participaren un total de 41 patinadors de velocitat de 14 comitès nacionals diferents.

## Resum de medalles
| Or            | Argent      | Bronze       |
| Enrico Fabris | Shani Davis | Chad Hedrick |

## Resultats
| Pos. | Nom                   | CON             | Temps        | Dif.  |
| ---- | --------------------- | --------------- | ------------ | ----- |
| 1    | Enrico Fabris         | Itàlia          | 1:45.97      |       |
| 2    | Shani Davis           | Estats Units    | 1:46.13      | +0.16 |
| 3    | Chad Hedrick          | Estats Units    | 1:46.22      | +0.25 |
| 4    | Simon Kuipers         | Països Baixos   | 1:46.58      | +0.61 |
| 5    | Erben Wennemars       | Països Baixos   | 1:46.71      | +0.74 |
| 6    | Ivan Skobrev          | Rússia          | 1:46.91      | +0.94 |
| 7    | Petter Andersen       | Noruega         | 1:47.15      | +1.18 |
| 8    | Mikael Flygind Larsen | Noruega         | 1:47.28      | +1.31 |
| 9    | Joey Cheek            | Estats Units    | 1:47.52      | +1.55 |
| 10   | Even Wetten           | Noruega         | 1:47.78      | +1.81 |
| 11   | Denny Morrison        | Canadà          | 1:48.04      | +2.07 |
| 12   | Konrad Niedzwiedzki   | Polònia         | 1:48.09      | +2.12 |
| 12   | Steven Elm            | Canadà          | 1:48.09      | +2.12 |
| 14   | Jong Woo Lee          | Corea del Sud   | 1:48.11      | +2.14 |
| 15   | Sven Kramer           | Països Baixos   | 1:48.36      | +2.39 |
| 16   | Joon Mun              | Corea del Sud   | 1:48.38      | +2.41 |
| 17   | Arne Dankers          | Canadà          | 1:48.42      | +2.45 |
| 18   | Ippolito Sanfratello  | Itàlia          | 1:48.44      | +2.47 |
| 19   | Derek Parra           | Estats Units    | 1:48.54      | +2.57 |
| 20   | Jan Bos               | Països Baixos   | 1:48.61      | +2.64 |
| 21   | Dmitry Shepel         | Rússia          | 1:48.74      | +2.77 |
| 22   | Stefano Donagrandi    | Itàlia          | 1:48.85      | +2.88 |
| 23   | Yevgeny Lalenkov      | Rússia          | 1:49.00      | +3.03 |
| 24   | Teruhiro Sugimori     | Japó            | 1:49.51      | +3.54 |
| 24   | Risto Rosendahl       | Finlàndia       | 1:49.51      | +3.54 |
| 26   | Stefan Heythausen     | Alemanya        | 1:49.58      | +3.61 |
| 27   | Justin Warsylewicz    | Canadà          | 1:49.77      | +3.80 |
| 28   | Jin Woo Lee           | Corea del Sud   | 1:49.85      | +3.88 |
| 29   | Matteo Anesi          | Itàlia          | 1:49.88      | +3.91 |
| 30   | Gao Xuefeng           | R.P. de la Xina | 1:49.91      | +3.94 |
| 31   | Tobias Schneider      | Alemanya        | 1:50.18      | +4.21 |
| 32   | Alexandr Kibalko      | Rússia          | 1:50.29      | +4.32 |
| 33   | Johan Röjler          | Suècia          | 1:50.50      | +4.53 |
| 34   | Yusuke Imai           | Japó            | 1:50.56      | +4.59 |
| 35   | Takahiro Ushiyama     | Japó            | 1:50.59      | +4.62 |
| 36   | Robert Lehmann        | Alemanya        | 1:51.04      | +5.07 |
| 37   | Jörg Dallmann         | Alemanya        | 1:51.32      | +5.35 |
| 38   | Takaharu Nakajima     | Japó            | 1:51.61      | +5.64 |
| 39   | Aleksey Belyayev      | Kazakhstan      | 1:52.20      | +6.23 |
| 40   | Li Changyu            | R.P. de la Xina | 1:53.32      | +7.35 |
| 41   | Håvard Bøkko          | Noruega         | no finalitzà | —     |